# 山田英雄 (日本史学者)
山田 英雄（やまだ ひでお、1920年4月18日 - 2001年5月7日）は、日本の歴史学者、新潟大学名誉教授。専攻は日本古代史・国文学。

## 経歴
1920年、東京で生まれた。父・山田孝雄の東北帝国大学赴任に従って仙台で育った。第二高等学校を卒業し、東京帝国大学国史学科に進学。卒業後、1942年に召集。
戦後は三重県立宇治山田高等学校 の歴史教師、1952年より新潟大学人文学部で専任講師を務めた。1954年より助教授、1965年に教授昇任。1972年には人文学部長、図書館長を務めた。1986年に定年退官し、同時に名誉教授となった。2001年に死去。

## 栄典・受賞
- 没後正四位に叙された。

## 家族・親族
- 父：山田孝雄も国語学者。東北帝国大学教授を務め、文化勲章受章者。
- 兄：山田忠雄も国語学者。日本大学教授を務めた。
- 弟：山田俊雄も国語学者。成城大学教授を務め、第10代学長。

## 著作
著書
- 『日本書紀』教育社歴史新書(日本史) 1979
- 『日本古代史攷』岩波書店 1987
- 『万葉集覚書』岩波書店 1999

共編著
- 『続日本紀人名索引』編　読史会 1954
- 『古代人名辞典』第1巻 竹内理三・平野邦雄共編、古代人名辞典刊行会 1956
- 『日本古代人名辞典』(全7巻) 竹内理三・平野邦雄共編　吉川弘文館 1958-1977
- 『山田孝雄年譜』山田忠雄・山田俊雄共編、宝文館 1959
- 『万葉集』(新日本古典文学大系)(全5冊[3])佐竹昭広・工藤力男・大谷雅夫・山崎福之共編、岩波書店 1999-2004
  - 『万葉集』(全5冊) 岩波文庫 2013-2015
  - 『原文 万葉集』(上下) 岩波文庫 2015-2016

記念論集
- 『政治社会史論叢』山田英雄先生退官記念会編、近藤出版社 1986

## 参考
- 山田英雄年譜及著作目録『政治社会史論叢』山田英雄先生退官記念会編